# Centroina blundells
Centroina blundells är en spindelart som först beskrevs av Norman I. Platnick 2000.  Centroina blundells ingår i släktet Centroina och familjen Lamponidae.
Artens utbredningsområde är Australian Capital Territory. Inga underarter finns listade i Catalogue of Life.